# 旺角的天空2之男燒衣
《旺角的天空2之男燒衣》（英語：Those Were the Days），是一部1996年上映的香港時裝電影，其題材結合黑幫、靈異及愛情元素，由劉鴻泉執導，古天樂、張玉珊等主演。片名取自同為三寶公司出品的電影《旺角的天空》，及南音曲《男燒衣》，此曲與本片均涉及男子祭祀逝去戀人的情節。

## 故事大綱
澳門黑社會成員阿榮（古天樂飾）奉老大爛鬼發（張耀揚飾）之命，向貴利富（何家駒飾）施襲，以爭奪賭場地盤利益。完成任務的榮往香港暫避風頭，引起在紙紮店工作的鄰居阿珊（張玉珊飾）注意。珊之失明祖父方伯（羅家英飾）每天晨早練習南音，擾人清夢，不滿的榮登門投訴，卻受到方伯熱情款待，從此榮與珊一家漸多來往。某日榮之女友Candy（陳少霞飾）前來找榮，碰見榮與珊親近，醋意大發動手打珊，被榮趕走。
榮被爛鬼發召回澳門，卻原來是圈套，發已與貴利富達成合作協議，允許富取榮性命以報受襲之辱，但榮最終逃回香港。珊遇見受傷嚴重的榮回家，為他悉心護理，兩人成為情侶。爛鬼發親自帶人往香港追殺榮，期間珊捲入打鬥，替榮擋下爛鬼發的一擊。榮駕電單車送珊到醫院，途中珊重傷不治。
珊死後，未知其死訊的方伯竟與榮說珊仍在家照顧自己，榮在紙紮店老闆娘蘭姨（羅蘭飾）的指點下，終能與珊的鬼魂相見。榮決定與珊舉行冥婚，Candy前來阻止，期間方伯坦言自己一直知道珊已成鬼魂，隨後鬼新娘珊魂歸地府。榮在街上燒衣祭祀珊後，前往找發報仇。最終榮與發同歸於盡，珊乘坐紙紮車，在紙紮童男童女伴隨下，接走榮的鬼魂。

## 演員表
| 演員   | 角色           | 粵語配音 | 備註 |
| ------ | -------------- | -------- | --- |
| 古天樂 | 阿榮           | 古天樂   | 來自澳門的黑社會打手，在香港暫避風頭期間，與少女阿珊成為鄰居，及後相戀。為了能與變成女鬼的阿珊相見，不惜以漒水毀掉身上關公的紋身。                       |
| 張玉珊 | 阿珊（方玉珊） |          | 在紙紮店工作的少女，經常按腦海中一個不明的男子形象製作紙紮人像，後邂逅與該男子形象相似的阿榮。與阿榮相戀後捲入黑社會仇殺而身亡，變成女鬼，繼續照顧祖父。 |
| 羅家英 | 方嘯天         | 羅家英   | 人稱方伯，阿珊的祖父，盲人，喜愛拉二胡唱南音，常到廟街演唱:62，但不受歡迎。阿榮在街上燒衣祭祀阿珊時，他唱出《男燒衣》作為背景音樂。                      |
| 張耀揚 | 爛鬼發         | 潘文柏   | 阿榮的老大，指派阿榮襲擊貴利富，後卻與貴利富聯手，出賣阿榮。                                                                                             |
| 陳少霞 | Candy          |          | 爛鬼發的妹妹，阿榮本來的女朋友，性格刁蠻潑辣。 |
| 羅蘭   | 蘭姨           | 黃鳳英   | 紙紮店老闆娘，懂得道術。察覺珊有劫數，送給她護身符，但被珊轉贈予榮。                                                                                     |
| 何家駒 | 貴利富         | 楊捷康   | 澳門的黑社會老大，被阿榮當街砍傷受辱，因而結怨。 |
| 八兩金 | 阿堅           | 梁志達   | 爛鬼發的手下。 |
| 陳鳳冰 | 三婆           |          | 紙紮店附近的街坊。 |

## 創作與製作

### 背景
1996年，香港電影圈正處於江湖（黑社會）題材的熱潮，同時也有寶耀公司從1993年的《七月十四》至1996年的《七月十三之龍婆》等一系列新風格靈異片的影響，結合兩者元素的本片在這種背景下出現。本片攝製期間的報道中，片名曾出現多個版本，包括《農曆七月男燒衣》、《七月十四男燒衣》。本片亦安排於農曆七月十四前後上映:63。
導演劉鴻泉稱，當初是電影公司老闆讓他聽南音曲《男燒衣》，希望以此為題材拍成電影。

### 選角
本片選角多符合演員本身形象，如張耀揚演黑社會老大；以「龍婆」聞名的羅蘭演類似角色；粵劇老倌羅家英演南音演唱者。男主角古天樂具有漫畫英雄般的外型、有殺氣、眼神有靈氣，女主角張玉珊純潔斯文及陰氣較重，符合劉鴻泉心目中的要求。
本片是張玉珊的電影處女作，也是她第一次拍接吻鏡頭；也是古天樂和陳少霞兩人第一次拍情慾鏡頭:63。劉鴻泉坦言起用新人是成本考慮。

### 其他
本片的成本約港幣四百多萬元。
本片多在旺角砵蘭街取景，因要經常在夜間拍攝燒衣紙、衣紙飛揚的場面，而被附近居民投訴。:63
在香港之電影分級為IIB級。

## 發行
本片於1996年8月24日至9月13日在東方院線上映共21天，票房約港幣二百八十多萬元，遠低於成本。為黃百鳴創立三年多的東方院線結業前，上映的最後一部電影。本片與古天樂主演的另一部黑社會題材電影《龍虎砵蘭街》同期上映（而本片亦多在砵蘭街取景），它們為古天樂出道以來的第二及第三部主演電影作品。

## 評價
本片結合多種元素，評論多以其他電影作為比喻，如《陰陽錯》人鬼戀與《古惑仔》打鬥共冶一爐；《古惑仔》遇上《倩女幽魂》；《天若有情》加上《七月十四》。《東周刊》及《壹週刊》當時的影評均認為本片具有著名西片《人鬼情未了》的風格，其中《壹週刊》的影評認為片中沒有《人鬼情未了》搓陶瓷黏土及鬼救人那樣的情節，高下立見。此外，兩周刊的影評均不欣賞以漒水清除紋身的情節，但對結尾男女主角鬼魂在紙紮隊伍伴隨中離去的一幕均予以好評，《壹週刊》的影評稱「陰森森中有絲絲淒迷」，《東周刊》的影評則指「營造出一種浪漫瑰麗的虛幻場面」。《東周刊》的影評又指本片未能將多種元素融合成自身的風格，「更流於生吞活剝的尷尬，也使全片顯得蕪雜和粗疏」，導演技巧不夠成熟，及演員演技不足都是原因。
香港電影評論學會的影評人李焯桃和登徒以復古及較貶義的老套、過時形容本片，黑社會元素像1980年代末至1990代初風格，靈異元素也像1980年代風格。

## 備註
1. ↑  香港影業協會刊物寫為HK$2,853,580，有些微差異。[1]
2. 1 2  在拍攝期間公佈的片名可見最初本片並無被打算作為《旺角的天空》的延續。情節上亦與《旺角的天空》並無關係。
3. 1 2 3  當年的刊物中的劇情簡介及角色名字部分與影片真正內容有所不同，此處不引用當中不正確的部分。
4. ↑  燒衣時的曲風是原版南音，但部分唱詞改為配合劇情的現代用語，例如Benz、西裝。隨後場景轉為阿榮準備向爛鬼發復仇，曲風混以搖滾風格，唱詞變成江湖仇殺主題。
5. ↑  農曆七月十一。
6. ↑  本片比《龍虎砵蘭街》較早開鏡[10]，兩者於同一日首映。[3]

## 外部連結
- 香港影庫上《旺角的天空2之男燒衣》的資料（繁體中文）
- 互联网电影数据库（IMDb）上《旺角的天空2之男燒衣》的资料（英文）
- 豆瓣电影上《旺角的天空2之男燒衣》的資料 （简体中文）
- 时光网上《旺角的天空2之男燒衣》的資料（简体中文）
- AllMovie上《旺角的天空2之男燒衣》的资料（英文）